# Rhinocypha arguta
Rhinocypha arguta – gatunek ważki z rodziny Chlorocyphidae.